# Archaeotinodes lanceolatus
Archaeotinodes lanceolatus là một loài Trichoptera hóa thạch trong họ Ecnomidae.